# 왕승변
왕승변(王僧辯, ? ~ 555)은 중국 남북조 시대 소량(蕭梁)의 정치가로 자는 군재(君才)이다. 원제 소역(元帝 蕭繹)의 휘하에서 활약했으며, 후경의 난을 평정하였다.

## 같이 보기
- 양나라
- 양서
- 양 원제
- 소연명
- 양 경제
- 후경
- 진패선